# Stenostomum beauchampi
Stenostomum beauchampi är en plattmaskart. Stenostomum beauchampi ingår i släktet Stenostomum och familjen Stenostomidae. Inga underarter finns listade i Catalogue of Life.